# Myxilla tenuissima
Myxilla tenuissima är en svampdjursart som beskrevs av R.W. Harold Row 1911. Myxilla tenuissima ingår i släktet Myxilla och familjen Myxillidae.
Artens utbredningsområde är Röda havet. Inga underarter finns listade i Catalogue of Life.